# Marco Vitale
Marco Vitale (* 1975) ist ein italienischer und schweizerischer Althistoriker.

## Leben
Vitale schloss sein Studium in Zürich (1997–2005) mit dem licentiatus philosophiae ab. Von 2006 bis 2010 war er Doktoratsstipendiat im interdisziplinären Nachwuchsförderungsprogramm des UFSP Asien und Europa der Universität Zürich und anschliessend des SNF an der Forschungsstelle Asia Minor der WWU Münster bei Elmar Schwertheim. 
In Alter Geschichte wurde Vitale bei Beat Näf, Christian Marek und Elmar Schwertheim 2010 promoviert. Von 2010 bis 2015 war er als Gastforscher am Ioannou Centre for Classical and Byzantine Studies, Faculty of Classics der University of Oxford. Als Forschungsstipendiat der Fritz Thyssen Stiftung für Wissenschaftsförderung arbeitete er 2010/2011 am Buchprojekt Koinon Syrias: Priester, Gymnasiarchen und Metropoleis der Eparchien im kaiserzeitlichen Syrien an der Asia Minor Forschungsstelle der Westfälischen Wilhelms-Universität Münster und der Faculty of Classics. 2011 bis Ende 2012 war er Forschungsstipendiat der Nachwuchsförderungskommission der Universität Zürich und der Stiefel-Zangger-Stiftung an der Faculty of Classics, anschließend bis 2017 Forschungsstipendiat der Gerda Henkel Stiftung und darauffolgend des SNF mit den Forschungsstipendien Advanced Postdoc Mobility und Rückkehrphase. Nach seiner Habilitation 2016 wurde er Privatdozent und Lehrbeauftragter an den Universitäten Basel, Zürich, Freiburg i.Br., Fribourg und Bern. 
Seine Forschungsschwerpunkte sind die Hilfswissenschaften Epigraphik und Numismatik, die administrative Geographie der Antike (beispielsweise Amts-/Verwaltungsstrukturen griechischer Poleis und römischer Provinzen), das Phänomen der griechischen Städtebünde und die hellenistischen und römischen Herrscherkulte. Geographische Schwerpunkte seiner Forschungsarbeit und Lehre sind Kleinasien und der Schwarzmeerraum, die Levante, Nordafrika, Hispanien, Sizilien und Britannien.

## Schriften (Auswahl)
- Eparchie und Koinon in Kleinasien von der ausgehenden Republik bis ins 3. Jh. n. Chr. (= Asia-Minor-Studien. Band 67). Habelt, Bonn 2012, ISBN 978-3-7749-3739-0 (zugleich Dissertation, Zürich 2010).
- Koinon Syrias. Priester, Gymnasiarchen und Metropoleis der Eparchien im kaiserzeitlichen Syrien (= Klio. Neue Folge. Beiheft 20). Akademie-Verlag, Berlin 2013, ISBN 3-05-006436-6.
- als Herausgeber mit Anne Kolb: Kaiserkult in den Provinzen des Römischen Reiches. Organisation, Kommunikation und Repräsentation. De Gruyter, Berlin 2016, ISBN 3-11-041671-9.
- Das Imperium in Wort und Bild. Römische Darstellungsformen beherrschter Gebiete in Inschriftenmonumenten, Münzprägungen und Literatur (= Historia Einzelschriften. Band 246). Franz Steiner, Stuttgart 2017, ISBN 978-3-515-11554-4 (zugleich Habilitationsschrift, Zürich 2016).